# Pacheta
 (août 2020).
Si vous disposez d'ouvrages ou d'articles de référence ou si vous connaissez des sites web de qualité traitant du thème abordé ici, merci de compléter l'article en donnant les références utiles à sa vérifiabilité et en les liant à la section « Notes et références ».
José Rojo Martín, plus connu sous le sobriquet de Pacheta, né le 23 mars 1968 à Salas de los Infantes (province de Burgos, Espagne), est un ancien footballeur espagnol reconverti en entraîneur. En août 2020, il parvient à faire monter l'Elche CF en Primera división.

## Carrière

### Joueur
Pacheta joue dans diverses équipes de Première et deuxième division au cours des années 1990. Il joue avec l'Espanyol de Barcelone de 1994 à 1999, puis avec le CD Numancia de 1999 à 2004 où il met un terme à sa carrière de joueur.

### Entraîneur
Pacheta commence sa carrière d'entraîneur en 2009 sur le banc du CD Numancia.
En mars 2018, il signe avec l'Elche CF qui joue en Segunda División B. Avec ce club, Pacheta obtient deux promotions consécutives : en Segunda División en juin 2018, puis en Liga en août 2020. Il quitte son poste le 25 août 2020 en raison de désaccords avec le propriétaire du club.
En septembre 2023, il devient le nouvel entraîneur de Villarreal CF qui aura pour mission de rattraper le mauvais début de saison du club.